# Martin de Vos

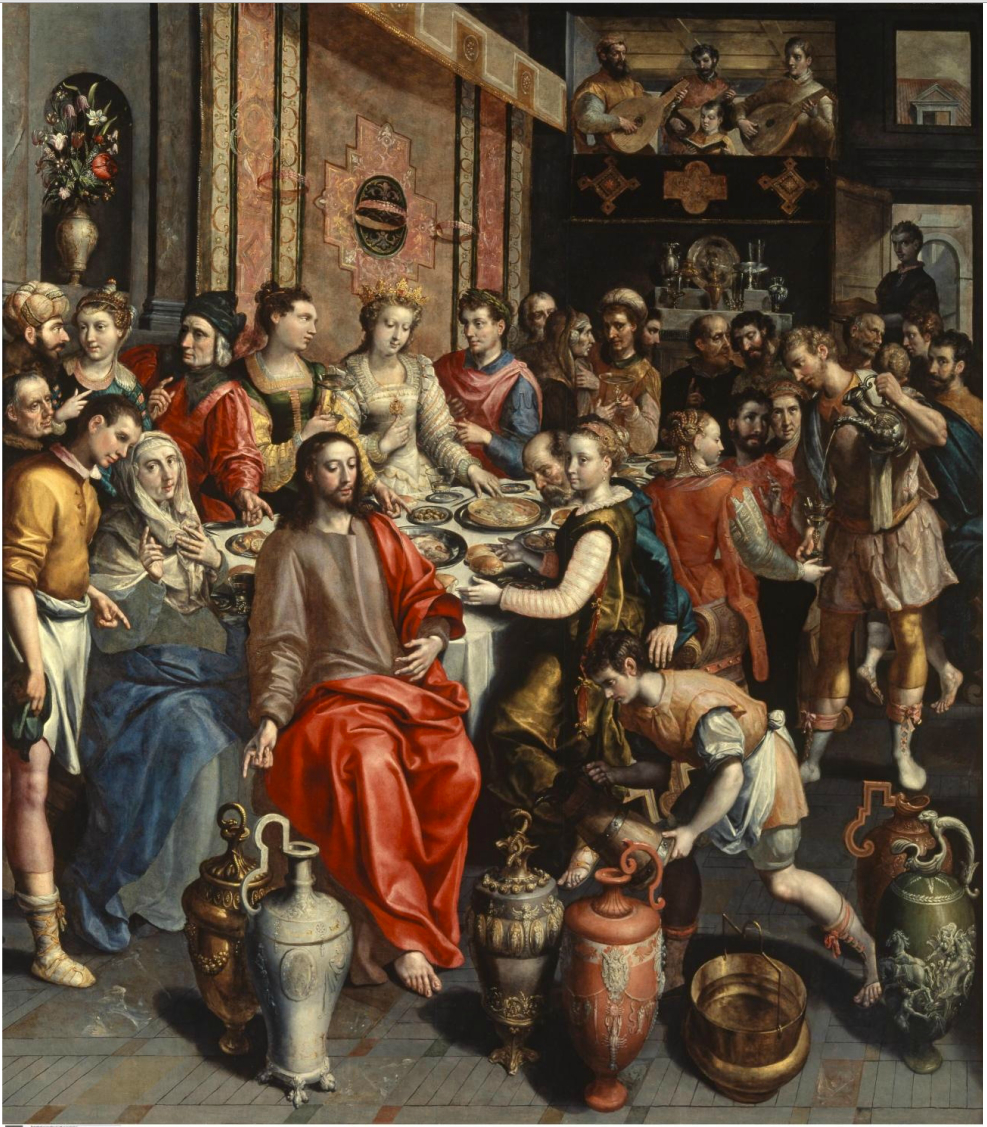
Wesele w Kanie, 1597, Katedra Najświętszej Marii Panny w Antwerpii

Martin de Vos (ur. 1532 w Antwerpii, zm. 4 grudnia 1603 tamże) – niderlandzki malarz, rysownik i rytownik okresu manieryzmu.

## Życiorys
Uczył się malarstwa u Fransa Florisa. W latach 1552–1558 odbył podróż do Włoch, odwiedzając Rzym, Florencję i Wenecję, gdzie podobno studiował u Tintorretta. Po powrocie do Antwerpii, w 1558 został mistrzem (wijnmeester) w gildii św. Łukasza, a w latach 1571–1572 jej dziekanem. 

## Twórczość
W swojej twórczośći łączył elementy zaczerpnięte z malarstwa włoskiego (Veronese, Tintoretto, Michał Anioł), romanistów (Frans Floris) i niderlandzkiego (Pieter Aertsen); pomimo tak różnorodnych wpływów zdołał jednak wyprawcować własny styl. Malował początkowo obrazy religijne – portrety i sceny figuralne; później poruszał głównie tematykę biblijną i rzadziej mitologiczną. Był wszechstronnym i płodnym artystą. Jego prace odznaczają się dynamizmem oraz ciepłą i bogatą kolorystyką.

## Prace
- Rodzina Anselme,
- Święty Paweł w Efezie, 1568,
- Niewierny Tomasz, 1590
- Historia Rebeki, 1570-1600,
- Panny mądre i panny głupie.